# Master of Reality
Master of Reality treći je studijski album britanskog heavy metal-sastava Black Sabbath. Diskografska kuća Vertigo Records objavila ga je 6. kolovoza 1971. Pojedini kritičari smatraju da je postavio temelje žanrovima kao što su doom metal, stoner rock i sludge metal. Produkciju albuma potpisuje Rodger Bain, koji je također producent prethodnih dvaju albuma sastava. Uradak je sniman u Island Studiosu u Londonu od veljače do travnja 1971. Gitarist Tony Iommi i basist Geezer Butler posebno su ugodili svoja glazbala tijekom rada na albumu i time su stvorili ono što je Iommi nazvao „većim, žešćim zvukom”.
Master of Reality dosegao je peto mjesto na britanskoj ljestvici albuma i osmo mjesto na američkoj ljestvici Billboard 200. Premda je u doba objave naišao na negativan prijam kod kritičara, danas se smatra jednim od najboljih heavy metal-albuma svih vremena. Postigao je dvostruku platinastu nakladu u SAD-u nakon što je ondje prodan u više od dva milijuna primjeraka.

## Snimanje
Master of Reality sniman je u Island Studiosu u Londonu od veljače do travnja 1971. Za produkciju je zaslužan Rodger Bain, producent prethodnih dvaju albuma Black Sabbatha, a inženjer zvuka na albumu bio je Tom Allom. Ujedno je i posljednji album skupine nastao u suradnji s Bainom; produkciju nekoliko idućih albuma sastava potpisuje gitarist Tony Iommi. Bubnjar Bill Ward izjavio je: „Prije nismo imali pojma što da radimo u studiju i jako smo se oslanjali na Rodgera. No poslije smo postali organiziraniji, znali smo što se traži i imali smo čvršće stavove o tome kako valja obaviti neke stvari.”
Za pjesme „Children of the Grave”, „Lord of This World” i „Into the Void” Iommi je svoju gitaru ugodio za tri note niže od standarda u potrazi za onim što je nazvao „većim, žešćim zvukom”. Geezer Butler jednako je ugodio bas-gitaru kako bi se uskladio s Iommijem. Godine 1994. u intervjuu s Guitar for the Practicing Musician Butler je izjavio: „Poslije smo ugađali za još nekoliko nota niže kako bismo olakšali pjevanje. Ali Ozzy (Osbourne) tada je počeo pjevati više note, što se protivilo svrsi.”
U svojoj autobiografiji I Am Ozzy pjevač Osbourne napisao je da se ne sjeća toliko snimanja albuma, ali da se sjeća kako je „Tony ugodio gitaru za nekoliko nota niže kako bi mu bilo lakše svirati”, da je Geezer „napisao 'Sweet Leaf', [pjesmu] o marici koju smo pušili” i da „'Children of the Grave' najviše rastura od svih pjesama koje smo snimili”.
U bilješkama priloženim uz koncertni album Reunion iz 1998. bubnjar Ward napisao je da je Master of Reality „album na kojem [su] istraživali”. Ward je 2016. u intervjuu s časopisom Metal Hammer podrobnije objasnio što je time mislio reći: „Prvi album morali smo odraditi u dva dana, a nismo imali mnogo vremena ni za Paranoid. No poslije smo imali više vremena i mogli smo isprobavati različite stvari. Svi smo iskoristili priliku: Tony je ubacio dionice za klasičnu gitaru, Geezerov bas postao je dvostruko jači, ja sam uzeo veće bas-bubnjeve i eksperimentirali smo s presnimavanjem. Ozzy se stvarno poboljšao. Bio je to prvi put da nismo imali rezervirane koncerte, pa smo se mogli posvetiti tome da album pretvorimo u veliko djelo.”
Iommi je izjavio kako su se članovi skupine možda i previše opustili tijekom rada na albumu. U intervjuu s Guitar Worldom 1992. komentirao je: „Za vrijeme Master of Realityja češće smo eksperimentirali i uzimali smo previše vremena za snimanje. Mislim da nas je sve to zbunilo. Katkad poželim opet snimati onako kako smo snimali dok smo stvarali prva dva albuma. Uvijek sam radije odlazio u studio i odmah svirao umjesto da mnogo vremena trošimo na probe i traženje pravog zvuka.” Pjesma „Into the Void” pogotovo je bila problematična; Iommi je izjavio: „Pokušali smo snimiti 'Into the Void' u nekoliko različitih studija jer je Bill nije mogao odsvirati kako valja. Kad god smo je pokušali snimiti, počeo je misliti da je ne može svirati. Znao bi reći: 'Nek' je voda nosi – ne mogu ja ovo!' Na svakom je albumu bila jedna takva pjesma, a 'Into the Void' bila je najteža pjesma na Master of Realityju.”
U svojoj autobiografiji Iron Man: My Journey Through Heaven and Hell with Black Sabbath Iommi je opisao s kakvim se teškoćama Osbourne nosio tijekom snimanja vokalnih dionica za tu pjesmu: „Ima sporiji dio, ali rif preko kojeg Osbourne pjeva jako je brz. Morao je pjevati stvarno brzo [...]. Geezer mu je ispisao sve stihove [...]. Bilo ga je smiješno promatrati dok je pokušavao [pjevati].” Na pjesmi „Solitude” Iommi svira gitaru, flautu i glasovir. Osbourneovim vokalima na toj je pjesmi dodan efekt odgode kako bi se time udvostručila vokalna dionica.

## Pjesme
Za vrijeme snimanja albuma Osbourne je Iommiju donio velik džoint, zbog kojeg je gitarist počeo nekontrolirano kašljati. Iommi je tada snimao akustičnu gitaru i kašalj mu je zabilježen na vrpcu. Bain je poslije dio Iommijeva kašljanja uvrstio na početak pjesme „Sweet Leaf”, ode marihuani. Iommi je izjavio da su svi članovi bili napušeni kad su snimali tu pjesmu. U intervjuu s Guitar Worldom 2001. Butler je komentirao: „Sjećam se dana kad sam u studiju napisao 'Sweet Leaf'. Vratio sam se iz Dublina, gdje su imali cigarete koje su se zvale Sweet Afton. Te su se cigarete mogle nabaviti samo u Irskoj. Razmišljali smo – o čemu bismo mogli pisati? Izvadio sam kutiju cigareta i na njoj je pisalo da okus daje najslađi listić. I rekoh – 'Sweet Leaf'!” U koncertnom filmu Black Sabbatha The Last Supper Ward je komentirao: „Je li poboljšala glazbu? Pa... Napisali smo 'Sweet Leaf': 'When I first met you / didn't realize' – to je o prvom susretu s marihuanom, odnosu s marihuanom... Bila nam je tad dio života.”

## Omot albuma
Prva izdanja albuma objavljena su uz omot nalik na omotnicu i poster skupine, a naslov albuma utisnut je u omot u crnoj boji. Na naknadnim izdanjima naslov nije utisnut i sive je boje. Master of Reality prvi je album skupine na kojem su stihovi pjesama ispisani na stražnjoj strani omota.
Na prvim izdanjima albuma objavljenim u Sjevernoj Americi pojedinim su naslovima pjesama podnaslovi, što je navodilo na zaključak da je na uratku više pjesama nego što ih doista ima. Uvod u pjesmu „After Forever” naslovljen je „The Elegy”, završetak pjesme „Children of the Grave” prozvan je „The Haunting”, uvod u pjesmu „Lord of This World” dobio je naslov „Step Up”, a uvod u „Into the Void” naslovljen je „Deathmask”. Na samim pločama tih izdanja također se nalazi pogrešan naslov albuma: Masters of Reality. Na naknadnim izdanjima ispravljen je naslov u Master of Reality i uklonjena su tri podnaslova od njih četiri (svi osim podnaslova „The Elegy”.

## Recenzije
| Recenzije                             | Recenzije |
| Izvor                                 | Ocjena    |
| ------------------------------------- | --------- |
| AllMusic                              | [ 13 ]    |
| Christgau's Record Guide              | C−        |
| MusicHound Rock                       | 4.5/5     |
| Q                                     | [ 16 ]    |
| The Rolling Stone Album Guide (1992.) | [ 17 ]    |
| The Rolling Stone Album Guide (2004.) | [ 18 ]    |
| Sputnikmusic                          | 4/5       |
| Uncut                                 | 9/10      |

Master of Reality dosegao je peto mjesto na britanskoj ljestvici albuma i osmo mjesto na američkoj ljestvici Billboard 200. U SAD-u je naposljetku prodan u više od dva milijuna primjeraka. Premda je album bio tržišno uspješan, tadašnji mu recenzenti nisu bili naklonjeni. U Village Voiceu Robert Christgau prozvao ga je „glupavim i nemoralnim izrabljivanjem”. Pišući za Rolling Stone, Lester Bangs izjavio je da je „monoton” i da se teško može smatrati napretkom u usporedbi s prethodnim albumom, ali je dodao da stihovi ipak nude „odgovore na mračne slijepe ulice s Paranoida.”
Godine 1994. Master of Reality uvršten je na 28. mjesto popisa 50 najboljih heavy metal-albuma Colina Larkina. Larkin je izjavio da je riječ o „prvom pravom međunarodnom proboju” za skupinu i da je posrijedi „izvanredno djelo”. U knjizi MusicHound Rock: The Essential Album Guide (1999.) Gary Graff i Daniel Durcholz proglasili su ga „odličnim razbijačem lubanja”, a za pjesme „Children of the Grave” i „Sweet Leaf” izjavili su da su „bezvremene”. Godine 2001. časopis Q uvrstio ga je na popis 50 najžešćih albuma svih vremena opisavši ga „zlonamjernim” i rekavši da prikazuje skupinu kao „sastav [koji svira] uoči sudnjeg dana i pojačava glasnoću dok padaju bombe”. Autor tog osvrta također je izjavio da je „najujednačeniji album od prva tri uratka [skupine]”. Godine 2003. Rolling Stone postavio ga je na 298. mjesto svojeg popisa 500 najboljih albuma svih vremena, na 300. mjesto u prerađenu popisu iz 2012. i 234. mjesto na inačici popisa iz 2020. Časopis je izjavio da album prikazuje „najbolji sludge metal-sastav na svojem vrhuncu”. Rolling Stone također ga je postavio na 34. mjesto popisa 100 najboljih metal-albuma svih vremena.
Billy Corgan, frontmen sastava the Smashing Pumpkins, komentirao je da je Master of Reality album koji je „stvorio grunge”. Black Sabbath i uradak Master of Reality uvelike su utjecali na scenu stoner rocka u Ujedinjenom Kraljevstvu i SAD-u, a skupine kao što su Kyuss, Monster Magnet, Sleep i Orange Goblin navode Master of Reality kao ključan album za taj žanr.
Godine 2017. Ward je izjavio da mu je Master of Reality najdraži album Black Sabbatha u čijoj je izradi sudjelovao.

## Popis pjesama
Pjesme „After Forever”, „Embryo” i „Orchid” napisao je Tony Iommi. Sve ostale pjesme napisali su svi članovi Black Sabbatha zajedno (Iommi, Geezer Butler, Ozzy Osbourne, Bill Ward)
| 1. | »Sweet Leaf«                     | 5:05 |
| 2. | »After Forever«                  | 5:27 |
| 3. | »Embryo« (instrumentalna pjesma) | 0:28 |
| 4. | »Children of the Grave«          | 5:18 |

| B-strana | B-strana                         | B-strana | B-strana | B-strana | B-strana | B-strana | B-strana | B-strana | B-strana |
| Br.      | Skladba                          | Trajanje |          |          |          |          |          |          |          |
| -------- | -------------------------------- | -------- | -------- | -------- | -------- | -------- | -------- | -------- | -------- |
| 1.       | »Orchid« (instrumentalna pjesma) | 1:31     |          |          |          |          |          |          |          |
| 2.       | »Lord of This World«             | 5:27     |          |          |          |          |          |          |          |
| 3.       | »Solitude«                       | 5:02     |          |          |          |          |          |          |          |
| 4.       | »Into the Void«                  | 6:13     |          |          |          |          |          |          |          |
| 34:29    |                                  |          |          |          |          |          |          |          |          |

## Zasluge
| Black Sabbath - Ozzy Osbourne – vokal (osim na 3. i 5. pjesmi) - Tony Iommi – gitara; sintesajzer (na 2. i 4. pjesmi); akustična gitara (na pjesmi „Orchid”); flauta i glasovir (na pjesmi „Solitude”); kašalj (na pjesmi „Sweet Leaf”) - Geezer Butler – bas-gitara - Bill Ward – bubnjevi; udaraljke (na pjesmi „Children of the Grave”); zvončići (na pjesmi „Solitude”) | Ostalo osoblje - Rodger Bain – produkcija - Mike Stanford – umjetnički direktor - Bloomsbury Group – dizajn - Keef – fotografija - Tom Allom – inženjer zvuka |

## Ljestvice
| Ljestvica (1971.)             | Najviša pozicija |
| ----------------------------- | ---------------- |
| Australija                    | 4.               |
| Finska                        | 3.               |
| Italija                       | 8.               |
| Kanada                        | 6.               |
| Norveška (VG-lista)           | 12.              |
| Njemačka (Offizielle Top 100) | 5.               |
| SAD (Billboard 200)           | 8.               |
| Ujedinjeno Kraljevstvo (OCC)  | 5.               |